# Moissey
Moissey – miejscowość i gmina we Francji, w regionie Burgundia-Franche-Comté, w departamencie Jura.
Według danych na rok 1990 gminę zamieszkiwało 426 osób, a gęstość zaludnienia wynosiła 40 osób/km² (wśród 1786 gmin Franche-Comté Moissey plasuje się na 358. miejscu pod względem liczby ludności, natomiast pod względem powierzchni na miejscu 397.).